# Ariel Dorfman

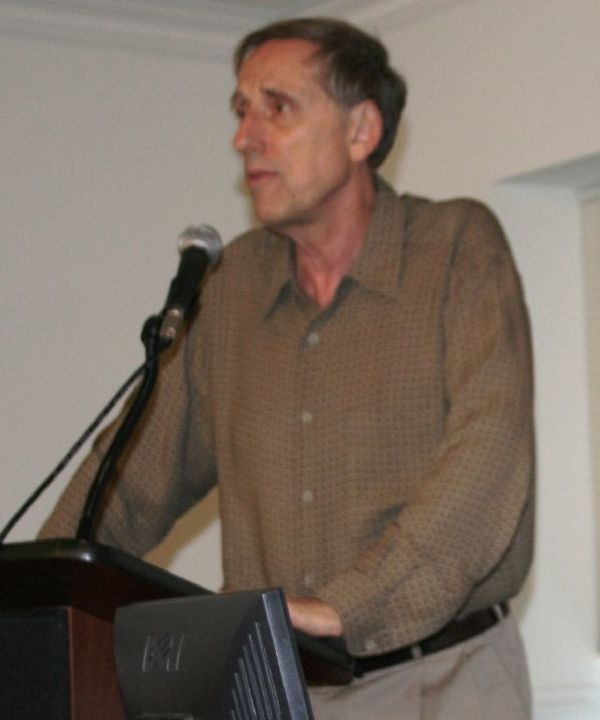
Ariel Dorfman (2007)

Ariel Dorfman (* 6. Mai 1942 in Buenos Aires, Argentinien) ist ein chilenischer Autor, Dramatiker, Essayist und Menschenrechtsaktivist.

## Leben
Ariel Dorfman wurde in eine jüdische Familie geboren. Seine Eltern gaben ihm den ersten Vornamen „Vladimiro“ (nach Wladimir Iljitsch Lenin), den er nicht verwendet. Nach seiner Geburt zog seine Familie in die USA und schließlich 1954 nach Chile. Dorfman besuchte die Universität von Chile, dort wurde er später Professor. 1965 schloss er sein Studium mit einem Lizentiat der Vergleichenden Literaturwissenschaft ab.
Von 1970 bis 1973 arbeitete er für die Regierung des damaligen Präsidenten Salvador Allende. Er wurde durch den blutigen Militärputsch unter Augusto Pinochet im Jahre 1973 gezwungen, ins Exil in die USA zu gehen.
Seit 1985 unterrichtet er an der Duke-Universität von North Carolina und hat dort eine Professur für Lateinamerikanistik und die Walter Hines Page Research-Professur für Literatur inne.
Seit der Wiederherstellung der Demokratie in Chile 1990 teilt Dorfman seinen Lebensmittelpunkt zwischen Santiago de Chile und den USA.
Sein Werk beschäftigt sich oft mit dem Schrecken der Tyrannei und in späteren Werken mit den Spuren des Exils. Sein wahrscheinlich bekanntestes Stück Der Tod und das Mädchen (Death and the Maiden/La muerte y la doncella) handelt von der Begegnung eines früheren Folteropfers mit dem Mann, von dem sie glaubt, gefoltert worden zu sein. Es wurde 1994 von Roman Polański mit Sigourney Weaver und Ben Kingsley verfilmt.
Als Augusto Pinochet 1998 in London verhaftet wurde, verfolgte er die Prozesse gegen ihn in London und Santiago de Chile; er berichtete hierzu umfassend unter anderem für die spanische Zeitung El País. Weiter schrieb er das Buch Den Terror bezwingen: Der lange Schatten Augusto Pinochets über eben jenes Thema.
2001 wurde Dorfman in die American Academy of Arts and Sciences gewählt.

## Werke

### Theaterstücke und Drehbücher (Auswahl)
- 1987 – Widows (Zusammen mit Tony Kushner)[2]
- 1988 – My House is on Fire
- 1991 – Der Tod und das Mädchen (Death and the Maiden / La muerte y la doncella) (Zusammen mit Rafael Yglesias geschrieben; wurde 1994 von Roman Polański verfilmt)
- 1995 – Prisoners in Time (Zusammen mit Rodrigo Dorfman geschrieben)

### Bücher
- 1972 – Para leer al Pato Donald (zusammen mit Armand Mattelart); englische Übersetzung von David Kunzle: How to Read Donald Duck: Imperialist Ideology in the Disney Comic. International General, London 1975. 2. Auflage 1979, ISBN 0-88477-023-0
- 1979 – Kultur und Widerstand in Chile – Träumen von einer anderen Welt, sie vorwegleben, sie vorbereiten
- 1979 – Desaparecer – Aus den Augen verlieren (Gedichte)
- 1988 – Der einsame Reiter und Babar, König der Elefanten (Essay). ISBN 978-3-4991-2384-9
- 1989 – Der Tyrann geht vorüber (Erzählungen und Skizzen)
- 1997 – La muerte y la doncella. ISBN 3-464-12519-X
- 1998 – Der Aufstand der Zauberhasen (Bilderbuch). ISBN 3-596-85030-4
- 2000 – Cristobals Sohn und die Reise des Eisbergs. ISBN 3-203-76046-0
- 2001 – Kurs nach Süden, Blick nach Norden (Autobiographie)
- 2002 – Der Tod und das Mädchen (La muerte y la doncella). ISBN 3-596-11426-8
- 2002 – Der letzte Gesang des Manuel Sendero (Roman). ISBN 978-3-5961-1978-3
- 2003 – Den Terror bezwingen: Der lange Schatten Augusto Pinochets. ISBN 3-89458-223-5
- 2007 – Das Gedächtnis der Wüste. ISBN 978-3-89405-821-0